# Bahnhof Ottawa

Der Bahnhof Ottawa (englisch Ottawa train station; französisch Gare de Ottawa) ist der Hauptbahnhof der kanadischen Hauptstadt Ottawa.

## Infrastruktur
Er liegt ca. 3 km westlich der Innenstadt an der Tremblay Road und löste im Jahr 1966 den alten Bahnhof Ottawa Union Station ab. Im Gegensatz zu diesem, ist der neue Bahnhof als Durchgangsbahnhof gestaltet.

### Bahnhofsgebäude

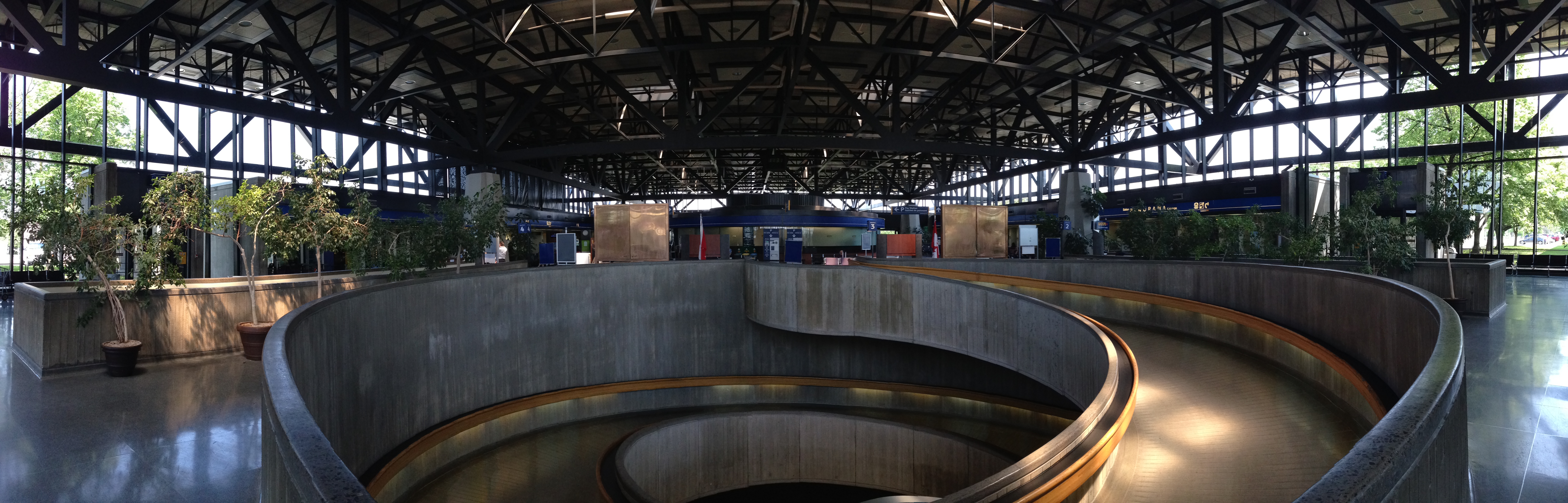
Innenansicht des Empfangsgebäudes mit Rampe im Vordergrund

Das Bahnhofsgebäude wurde von John Cresswell Parkin als Beton- und Stahlkonstruktion im Internationalen Stil entworfen. Der Entwurf wurde 1967 mit dem Preis des Generalgouverneurs für Architektur ausgezeichnet. 1996 wurde das Gebäude als nationales Kulturdenkmal anerkannt.
Das Gebäude verfügt über eine Empfangshalle mit Fahrkarten- und Gepäckschaltern, Wartebereichen erster und zweiter Klasse, einer Cafeteria, sanitären Einrichtungen, sowie über Büroräume, welche von Via Rail und gewerblichen Mietern genutzt werden. Die Bahnsteigunterführung zu den Durchgangsgleisen ist durch eine Rolltreppe oder barrierefrei über eine schraubenförmige Rampe erreichbar. Außerdem ist der Hausbahnsteig ebenerdig erreichbar. Der Eingangsbereich wird durch ein großes Vordach überspannt, so dass Taxis, Busse und private PKW wettergeschützt erreicht werden können.

### Bahnanlagen
Der Bahnhof liegt an der Verbindung der Bahnstrecken Montreal–Ottawa, welche von Osten her kommt, und Ottawa–Toronto, welche nach Westen führt. Die beiden Strecken werden durch vier Durchgangsgleise verbunden, während drei Gleise stumpf am Bahnhof enden. Die Gleise sind über zwei auf gesamter Länge überdachter Mittelbahnsteige und einem ebenfalls überdachten Hausbahnsteig zugänglich. Außerdem verfügt der Bahnhof über Gepäckbahnsteige an allen Gleisen. Die Personenbahnsteige sind über Rolltreppen, Rampen und Aufzugsanlagen mit der Bahnsteigunterführung verbunden.

## Verkehrsanbindung

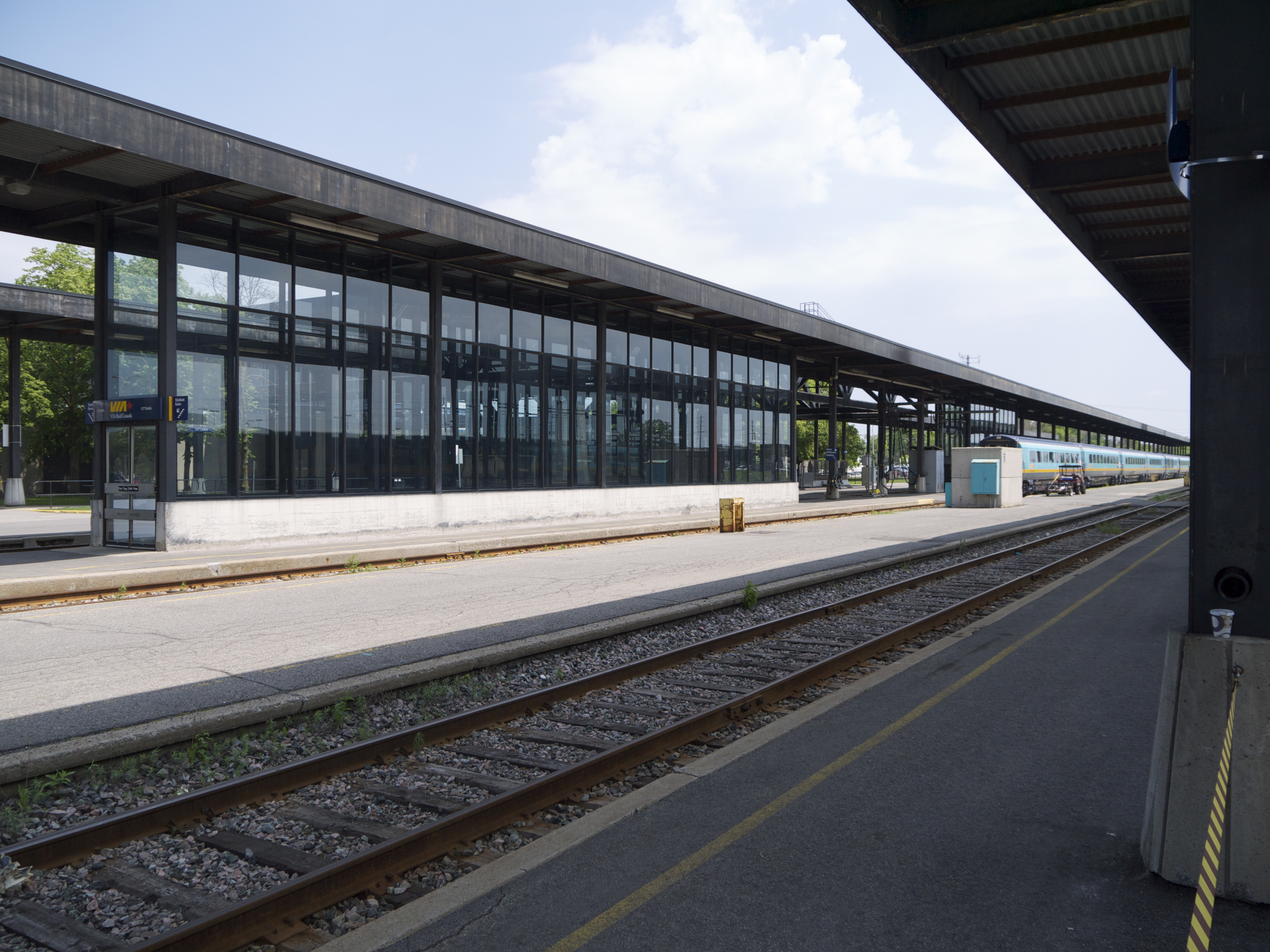
Blick auf die Bahnsteige

### Schiene
Der Bahnhof wurde ursprünglich als sogenannte Union Station geplant und wurde zunächst sowohl von Zügen der Canadian Pacific Railway als auch der Canadian National Railway genutzt. Ab 1978 wurde der Passagierverkehr komplett von VIA Rail Canada übernommen, die seitdem alle Fernverkehrszüge betreibt. Es existieren mehrere tägliche Intercity-Korridor-Verbindungen in die kanadischen Metropolen Toronto (über Kingston) und Montreal sowie einige Direktverbindungen nach Québec. Während die meisten Zugläufe in Ottawa beginnen oder enden (ggf. auch in Fallowfield), sind einige Verbindungen zwischen Toronto Union Station und Montreal Gare Centrale durchgebunden.

### Straße und ÖPNV
Der Bahnhof liegt in der Nähe der Autobahn Ontario Highway 417 (hier als Queensway bezeichnet) und ist mit dem Bus-Rapid-Transit-Netz Transitway des städtischen Nahverkehrsbetriebers OC Transpo über die Station Train verbunden. Ab 2013 wurde die Stadtbahnlinie Confederation Line gebaut, die 2019 in Betrieb ging und eine in direkter Nachbarschaft zum Bahnhof Ottawa gelegene Station namens Tremblay  besitzt.
Air France-KLM betreibt eine regelmäßige Busverbindung vom Bahnhof zum Flughafen Montréal-Trudeau.